# Giacomo Gaggini
Giacomo Gaggini oder Gagini (* 15. Dezember 1517 in Palermo; † 25. Juni 1598 ebenda) war ein Bildhauer der Renaissance auf Sizilien.

## Leben
Giacomo Gagini war Mitglied der bedeutendsten Bildhauerfamilie auf Sizilien. Er war der Sohn des Antonello und Bruder von Giovanni, Giandomenico, Antonino, Fazio und Vincenzo Gaggini. Nach dem Tod des Vaters (1536) wurde er Universalerbe und übernahm die Werkstattleitung. Zunächst führte er die vom Vater begonnenen oder entworfenen Arbeiten, wie die Tribuna des Doms von Palermo oder die Marmordekoration in der Chiesa Annunziata in Trapani  zu Ende. In den Jahren seines künstlerischen Schaffens hinterließ er zahlreiche Werke  auf ganz Sizilien.
Als sein Hauptwerk gelten die Marmorarbeiten in der Chiesa di Santa Maria dell'Udienza in Roccella Valdemone.
Für den Einzug des Vizekönigs Enrico Guzman Conde de Olivara lieferte er 1592 den Entwurf für einen Triumphbogen. Ein von ihm 1544 geschaffener reich verzierter erzbischöflicher Thron für den Dom von Palermo ist verloren gegangen.
Seine Mitarbeiter waren die Brüder sowie Giuseppe Spatafora,  Fedele Casella und dessen Sohn Scipione.

## Werke (Auswahl)
- Santa Oliva (Alcamo): „Verkündigung“ (1545), gemeinsam mit dem Bruder Antonino
- Basilica di S.Maria Assunta (Alcamo): "Petrus"
- chiesa di SS. Paolo e Bartolomeo (Alcamo) Marmortriptychon
- San Francesco d'Assisi (Alcamo): Marmornes Retabel (1586) Marmorskulptur
- SS. Trinita della Magione (Palermo): „Madonna und Kind” und “Der Heiland” (gemeinsam mit dem Vater Antonello)
- Chiesa di San Francesco di Paola (Palermo): Portal: Marmorrelief (1536) und drei Skulpturen: „Madonna delle Grazie“, San Francesco und Santa Oliva
- San Francesco d’Assisi (Palermo) Skulpturen, gemeinsam mit dem Bruder Antonino
- San Nicolò (Randazzo): Marmorarbeiten am Kreuzigungsaltar mit Antonello 1535
- Santuario dell’Annunziata (Trapani); Marmorbogen (1531–37) gemeinsam mit dem Vater Antonello und dem Bruder Fazio
- Chiesa Madre (Roccella Valdemone): Marmorskulptur (1534)
- Chiesa di Santa Maria dell'Udienza (Roccella Valdemone): Marmorskulpturen „Christi Geburt“ und die „Madonna mit dem Kind“ (1540).
- Chiesa Madre (Naro): Skulpturen Antonello und Giacomo Gagini
- Gesú (Naro): Madonna der Ketten
- Maria SS. Annunziata (Longi): „Verkündigungsmadonna“ (1534) mit Antonino
- Chiesa di S. Francesco vom Convento dei Frati Minori (Messina): Marmorskulpturen „San Francesco“ und „Fra Leone“ (1559) gemeinsam mit dem Bruder Antonino
- Basilica della Madonna Catena (Castiglione): „Madonna der Ketten“,
- Kathedrale (Caltabellotta): „Madonna des Schnees“
- Chiesa Vecchia Matrice (Caltabellotta): „Madonna der Ketten“
- Santuario di san Calogero (Sciacca): Statue „San Calogero“ (1538)
- Chiesa Madre (Patti): "Madonna der Ketten" (1542)
- Chiesa dell’Annunciazione (Tortoric): „Madonna der Hilfe“ (1553)
- Grotta del Santuario(Praia a Mare) „Madonna des Schnees“
- Chiesa Madre (Sinagra) Marmorretabel (1543)
- Chiesa di San Pietro (Erice): „Madonna des Friedens“
- Chiesa di San Francesco all’Immacolata (Comiso): Sarkophag für den Conte Baldassare II Naselli
- Museo Diocesano di Palermo: Skulpturen